# 雑俳
雑俳（ざっぱい）は、俳諧から派生した発句・連句以外の各種雑体の二次的俳諧の総称。長短両句を題にした二句一章形式の前句付を主流とし、そこから五音を題として十二音を付ける笠付、句の始めに二音・三音を折り込む折句、付合を重視する場付、川柳風狂句など様々な形式を含む。

## 概要
概要は『新版近世文学研究事典』に拠る。
元来、連歌俳諧の付合を学ぶ稽古だった前句付が、元禄頃からそれ自体を楽しむ点取りの遊びとして庶民に広まり、様々な形式で句の募集が行われたため、天明頃に雑体の句（無季句）の意味で「雑俳」の語が定着した。名古屋では狂俳、富山では舞句などとも呼ばれる。会所という専門業者が賞品付で興行を企画して、点者に採点を依頼した。点者は貞門派・談林派の宗匠が兼任する場合が多かったが、やがて柄井川柳のような雑俳専門の点者が出現した。宝暦頃に松木淡々の影響を受けた新風が起こり、京都では大規模な興行が行われるも徐々に衰退、大阪では場付を考案した並井至席を始めとした同好会的な会が盛んになり、江戸では川柳風評前句付が主流になるなど、三都市で異なる展開を見せた。
雑俳は近世期の庶民の手による文芸のため、近世期の風俗や方言の研究の基礎資料として用いられる。